# Biskopsån
Biskopsån är ett tillflöde till norska Nean/Nidälven och Sylsjön i Härjedalen, cirka 2 mil sydväst om Helagsfjället. Längd cirka 10 kilometer. Biskopsån rinner upp helt nära norska gränsen, strax öster om Vigelsfjella, och strömmar åt nordnordost mot Nean och Sylsjön.